# Seks, kasa i kłopoty
Seks, kasa i kłopoty (oryg. Dirty Sexy Money) – amerykański serial telewizyjny, opowiadający o Nicku George’u (Peter Krause). George całe życie spędził w cieniu rodziny Darlingów. Do czasu podejrzanej śmierci swojego ojca prowadził spokojne życie prawnika. Darlingowie, najbogatsza rodzina w Nowym Jorku, prosi go, aby przejął stanowisko ojca i został ich prawnikiem.
Serial stworzony został przez Craiga Wrighta, który współpracuje również z Gregiem Berlanti, Bryanem Singerem, Matthew Grossem, Peterem Hortonem, Joshem Reimsem, i Melissą Berman.
Serial emitowany jest telewizji ABC od 26 września 2007 r. Z powodu malejącej oglądalności stacja zdecydowała o zakończeniu produkcji serii po 13. odcinku drugiego sezonu (czyli 23. odcinku całości). W Polsce Seks, kasa i kłopoty nadawany był przez stację Fox Life w każdą środę o 22:00, a przez TVP1 był nadawany w każdą niedzielę o 20:15.

## Obsada
| Aktor                    | Rola w serialu              |
| ------------------------ | --------------------------- |
| Postacie pierwszoplanowe |                             |
| Peter Krause             | Nick George                 |
| Donald Sutherland        | Patrick „Tripp” Darling III |
| Jill Clayburgh           | Letitia Darling             |
| William Baldwin          | Patrick Darling             |
| Natalie Zea              | Karen Darling               |
| Glenn Fitzgerald         | Reverend Brian Darling      |
| Seth Gabel               | Jeremy Darling              |
| Samaire Armstrong        | Juliet Darling              |
| Postacie drugoplanowe    |                             |
| Candis Cayne             | Carmelita                   |
| Tamara Feldman           | Natalie Kimpton             |
| Blair Underwood          | Simon Elder                 |
| Zoe McLellan             | Lisa George                 |
| Bellamy Young            | Ellen Darling               |
| Michelle Krusiec         | Mei Ling Hwa Darling        |
| Will Shadley             | Brian Jr.                   |
| Chloe Moretz             | Kiki George                 |
| Sofía Vergara            | Sofia Montoya               |

## Spis odcinków
| N/o            | Polski tytuł           | Angielski tytuł        | Emisja w USA | Emisja w Polsce (Fox Life) | Emisja w Polsce (TVP1) |
| -------------- | ---------------------- | ---------------------- | ------------ | -------------------------- | ---------------------- |
| SERIA PIERWSZA |                        |                        |              |                            |                        |
| 01             | Ceremonia pogrzebowa   | Pilot                  | 26.09.2007   | 09.04.2008                 | 07.09.2008             |
| 02             | Lwy                    | The Lions              | 03.10.2007   | 16.04.2008                 | 14.09.2008             |
| 03             | Włoski bankier         | The Italian Banker     | 10.10.2007   | 23.04.2008                 | 21.09.2008             |
| 04             | Romantyczna wycieczka  | The Chiavennasca       | 17.10.2007   | 30.04.2008                 | 28.09.2008             |
| 05             | Most                   | The Bridge             | 24.10.2007   | 07.05.2008                 | 05.10.2008             |
| 06             | Rozgrywka              | The Game               | 31.10.2007   | 14.05.2008                 | 19.10.2008             |
| 07             | Małżeństwo             | The Wedding            | 14.11.2007   | 21.05.2008                 | 26.10.2008             |
| 08             | Dom na wsi             | The Country House      | 21.11.2007   | 28.05.2008                 | 02.11.2008             |
| 09             | Zegarek                | The Watch              | 28.11.2007   | 04.06.2008                 | 09.11.2008             |
| 10             | Dziadek do orzechów    | The Nutcracker         | 05.12.2007   | 11.06.2008                 | 16.11.2008             |
| SERIA DRUGA    |                        |                        |              |                            |                        |
| 11             | Prezent urodzinowy     | The Birthday Present   | 01.10.2008   | 03.01.2009                 |                        |
| 12             | Prawnik rodzinny       | The Family Lawyer      | 08.10.2008   | 10.01.2009                 |                        |
| 13             | Główny świadek         | The Star Witness       | 22.10.2008   | 17.01.2009                 |                        |
| 14             | Cisza                  | The Silence            | 29.10.2008   | 24.01.2009                 |                        |
| 15             | Werdykt                | The Verdict            | 05.11.2008   | 31.01.2009                 |                        |
| 16             | Zraniona strona        | The Injured Party      | 19.11.2008   | 07.02.2009                 |                        |
| 17             | Letni domek            | The Summer House       | 03.12.2008   | 14.02.2009                 |                        |
| 18             | Plan                   | The Plan               | 10.12.2008   | 21.02.2009                 |                        |
| 19             | Dawca organów          | The Organ Donor        | 17.12.2008   | 28.02.2009                 |                        |
| 20             | Fakty                  | The Facts              | 18.07.2009   | 07.03.2009                 |                        |
| 21             | Odwracalne             | The Convertible        | 25.07.2009   | 14.03.2009                 |                        |
| 22             | Nieoczekiwany przyjazd | The Unexpected Arrival | 01.08.2009   | 21.03.2009                 |                        |
| 23             | Zły typ                | The Bad Guy            | 08.08.2009   | 28.03.2009                 |                        |

## Oglądalność TVP1
| Odcinek             | Oglądalność                  |
| ------------------- | ---------------------------- |
| 1                   | 3 292 883 (7 września 2008)  |
| 2                   | 3 040 262 (14 września 2008) |
| 3                   | 3 346 254 (21 września 2008) |
| 4                   | 3 024 803 (28 września 2008) |
| 5                   | ? (5 października 2008)      |
| 6                   | ? (19 października 2008)     |
| 7                   | ? (26 października 2008)     |
| 8                   | 3 180 399 (2 listopada 2008) |
| 9                   | ? (?)                        |
| 10                  | ? (?)                        |
| Średnia oglądalność | ?                            |

źródło: AGB Nielsen Media Research